# Baker County (Georgia)
Das Baker County ist ein County im Bundesstaat Georgia der Vereinigten Staaten. Der Verwaltungssitz (County Seat) ist Newton.

## Geographie
Das County hat eine Fläche von 904 Quadratkilometern, wovon 15 Quadratkilometer Wasserfläche sind. Es grenzt im Uhrzeigersinn an folgende Countys: Dougherty County, Mitchell County, Decatur County, Miller County, Early County und Calhoun County.
Das County ist Teil der Metropolregion Albany.

## Geschichte
Das Baker County wurde am 12. Dezember 1825 als 61. County aus Teilen des Early County gebildet und benannt nach Colonel John Baker, einem der ersten Farmer und Soldat im amerikanischen Revolutionskrieg.

## Demografische Daten
Laut der Volkszählung von 2010 verteilten sich die damaligen 3451 Einwohner auf 1372 bewohnte Haushalte, was einen Schnitt von 2,52 Personen pro Haushalt ergibt. Insgesamt bestehen 1652 Haushalte.
65,0 % der Haushalte waren Familienhaushalte (bestehend aus verheirateten Paaren mit oder ohne Nachkommen bzw. einem Elternteil mit Nachkomme) mit einer durchschnittlichen Größe von 3,14 Personen. In 30,0 % aller Haushalte lebten Kinder unter 18 Jahren sowie in 29,8 % aller Haushalte Personen mit mindestens 65 Jahren.
25,7 % der Bevölkerung waren jünger als 20 Jahre, 22,3 % waren 20 bis 39 Jahre alt, 29,7 % waren 40 bis 59 Jahre alt und 22,3 % waren mindestens 60 Jahre alt. Das mittlere Alter betrug 42 Jahre. 48,5 % der Bevölkerung waren männlich und 51,5 % weiblich.
48,5 % der Bevölkerung bezeichneten sich als Weiße, 46,7 % als Afroamerikaner, 0,3 % als Indianer und 0,7 % als Asian Americans. 2,6 % gaben die Angehörigkeit zu einer anderen Ethnie und 1,2 % zu mehreren Ethnien an. 4,2 % der Bevölkerung bestand aus Hispanics oder Latinos.
Das durchschnittliche Jahreseinkommen pro Haushalt lag bei 45.526 USD, dabei lebten 22,6 % der Bevölkerung unter der Armutsgrenze.

## Kultur und Sehenswürdigkeiten

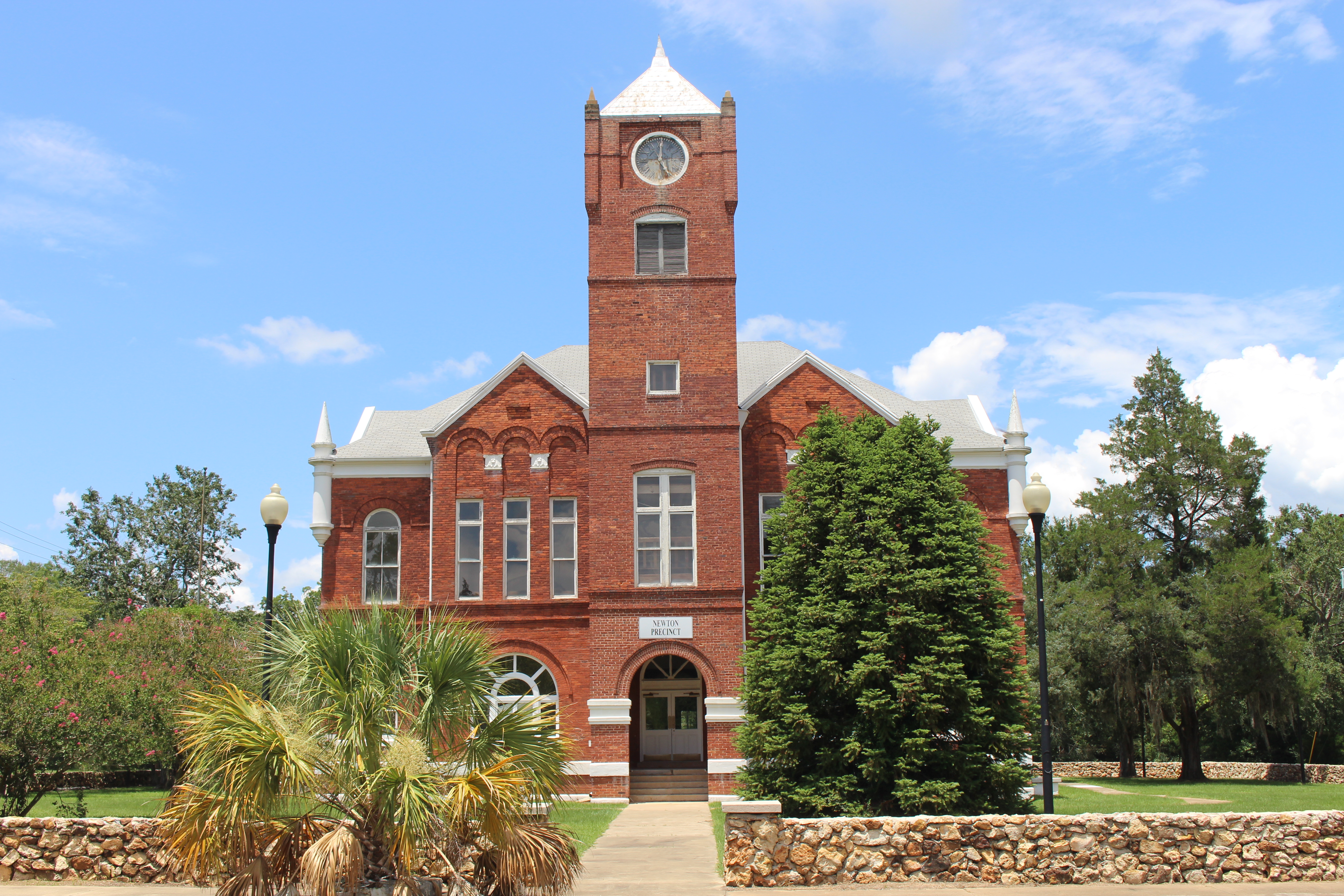
Ehemaliges Baker County Courthouse in Newton (2017). Das frühere Courthouse entstand 1906 im Stile der Neuromanik. Im Laufe seiner Geschichte wurde das Gebäude bei mehreren Fluten des Flint River geschädigt. Grundschule entstand von 1933 bis 1934 im Stile der Colonial-Revival-Architektur. Im September 1980 das Courthouse als erstes Objekt im County in das NRHP eingetragen.

Vier Bauwerke und Historic Districts („historische Bezirke“) im Baker County sind im National Register of Historic Places („Nationales Verzeichnis historischer Orte“; NRHP) eingetragen (Stand 16. März 2023); neben dem ehemaligen Gerichts- und Verwaltungsgebäude des County sind dies die Notchaway Baptist Church and Cemetery sowie die Plantagen Pine Bloom und Tarver.

## Orte im Baker County
Orte im Baker County mit Einwohnerzahlen der Volkszählung von 2010:
Cities:
- Newton (County Seat) – 654 Einwohner